# پای در آسمان
پای در آسمان (انگلیسی: Pie in the Sky) فیلمی کمدی و رمانتیک آمریکایی در سال ۱۹۹۶ است که در مورد مرد جوان وسواسی است که عاشق یک رقاص آوانگارد می‌شود. این فیلم توسط برایان گوردون نوشته و کارگردانی شده‌است و جوش چارلز، کریستین لاهتی، جان گودمن و آن هچه در آن بازی می‌کنند.